# Hepialiscus borneensis
Hepialiscus borneensis är en fjärilsart som beskrevs av Pfitzner 1933. Hepialiscus borneensis ingår i släktet Hepialiscus och familjen rotfjärilar. Inga underarter finns listade i Catalogue of Life.